# Cassique
Pour l’article ayant un titre homophone, voir Cacique.
Taxons concernés
Des espèces des genres suivants :
- Amblycercus ;
- Cacicus ;
- Gymnostinops ;
- Ocyalus ;
- Psarocolius ;
- etc. (voir texte pour la liste complète)modifier

En ornithologie, l'appellation Cassique est un nom vernaculaire ambigu qui désigne des espèces d'oiseaux de plusieurs genres de la famille des Icteridae.

## Liste des cassiques
- Cassique à ailes jaunes — Cacicus melanicterus (Bonaparte, 1825) — Yellow-winged Cacique
- Cassique à bec blanc — Cacicus (chrysonotus) leucoramphus — Northern Mountain-Cacique
- Cassique à bec jaune — Amblycercus holosericeus (Deppe, 1830) — Yellow-billed Cacique
- Cassique à bec mince — Cacicus (uropygialis) microrhynchus — Scarlet-rumped Cacique
- Cassique bicolore — Gymnostinops (bifasciatus) yuracares — Olive Oropendola
- Cassique à dos rouge — Cacicus uropygialis Lafresnaye, 1843 — Subtropical Cacique
- Cassique casqué — Psarocolius oseryi (Deville, 1849) — Casqued Oropendola
- Cassique de Cassin — Gymnostinops cassini Richmond, 1898 — Baudo Oropendola
- Cassique cul-jaune — Cacicus cela (Linnaeus, 1758) — Yellow-rumped Cacique
- Cassique cul-rouge — Cacicus haemorrhous (Linnaeus, 1766) — Red-rumped Cacique
- Cassique à épaulettes — Cacicus chrysopterus (Vigors, 1825) — Golden-winged Cacique
- Cassique d'Équateur — Cacicus sclateri (Dubois, 1887) — Ecuadorian Cacique
- Cassique huppé — Psarocolius decumanus (Pallas, 1769) — Crested Oropendola
- Cassique de Koepcke — Cacicus koepckeae Lowery & O'Neill, 1965 — Selva Cacique
- Cassique montagnard — Cacicus chrysonotus (Lafresnaye & Orbigny, 1838) — Southern Mountain-Cacique
- Cassique de Montezuma — Gymnostinops montezuma (Lesson, 1830) — Montezuma Oropendola
- Cassique noir — Gymnostinops guatimozinus (Bonaparte, 1853) — Black Oropendola
- Cassique olivâtre — Psarocolius atrovirens (Lafresnaye & Orbigny, 1838) — Dusky-green Oropendola
- Cassique du Para — Gymnostinops bifasciatus (Spix, 1824) — Para Oropendola
- Cassique à queue frangée — Ocyalus latirostris (Swainson, 1838) — Band-tailed Oropendola
- Cassique roussâtre — Psarocolius angustifrons (Spix, 1824) — Russet-backed Oropendola
- Cassique solitaire — Cacicus solitarius (Vieillot, 1816) — Solitary Cacique
- Cassique à tête brune — Psarocolius wagleri (G.R. Gray, 1845) — Chestnut-headed Oropendola
- Cassique vert — Psarocolius viridis (Statius Muller, 1776) — Green Oropendola

## Galerie d'images

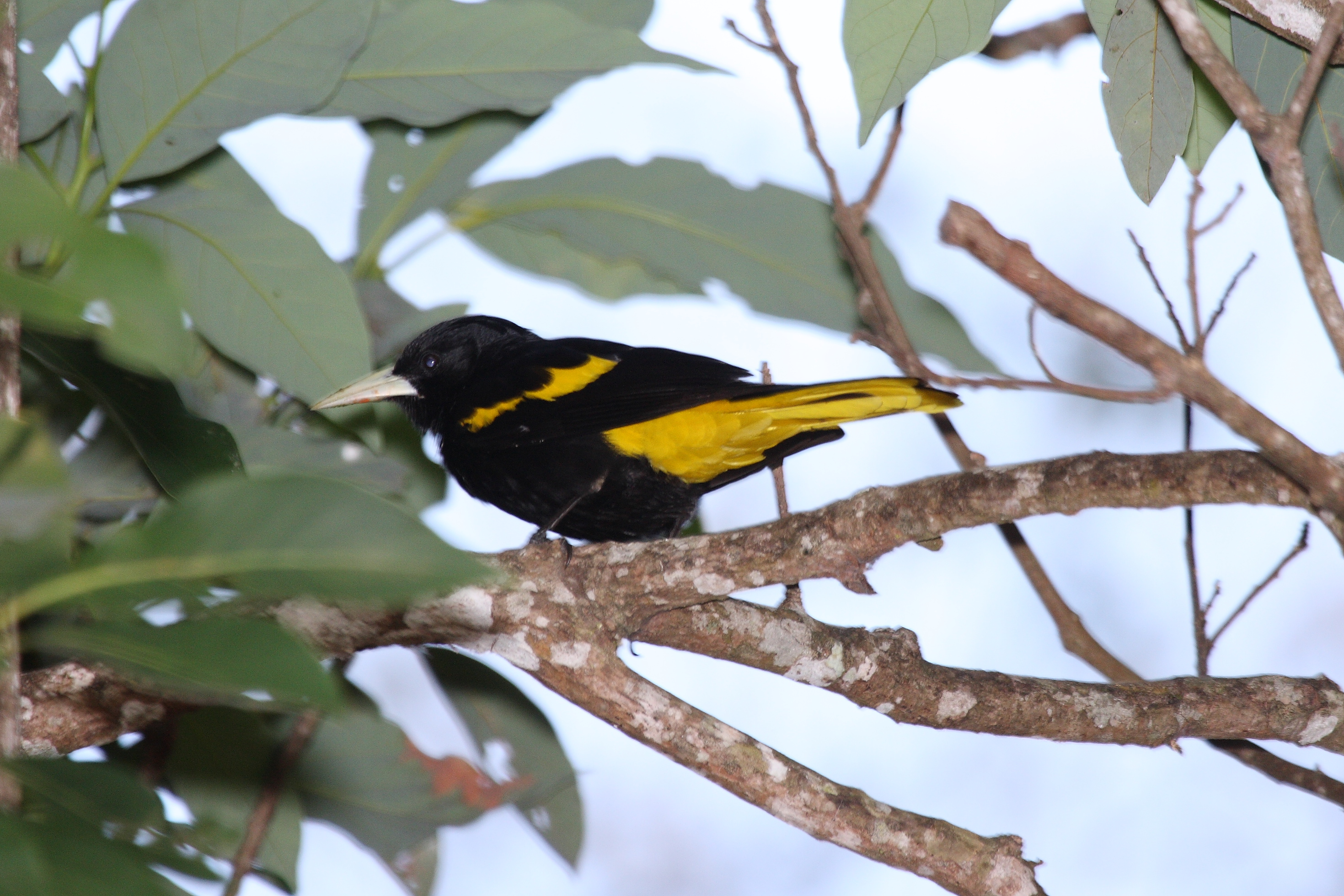
Cassique à ailes jaunes (Cacicus melanicterus)
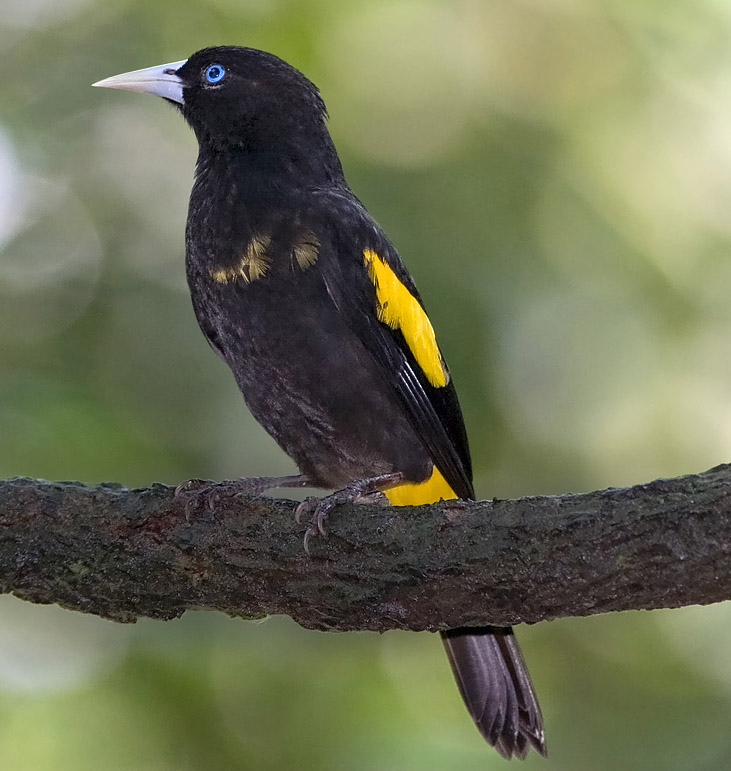
Cassique cul-jaune (Cacicus cela)
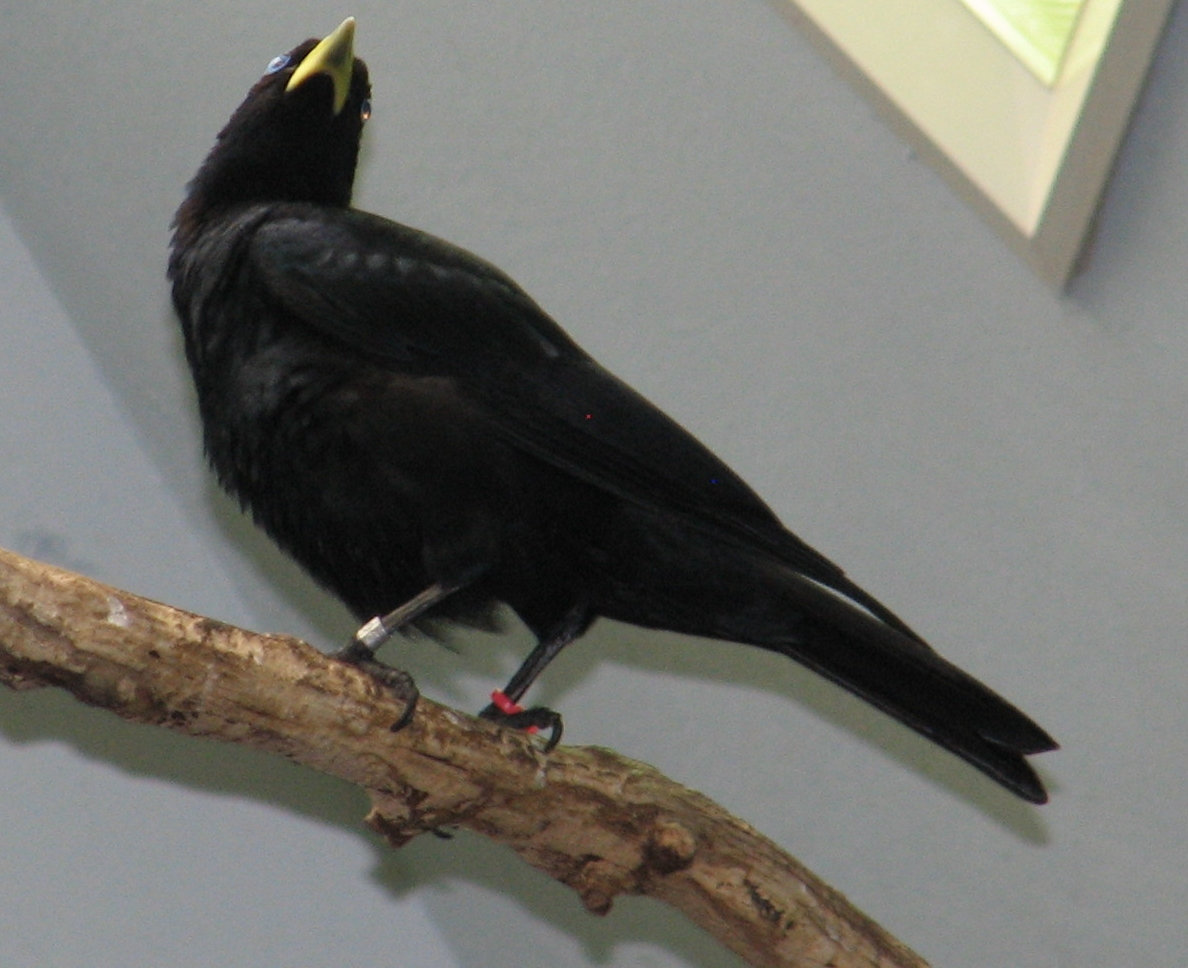
Cassique cul-rouge (Cacicus haemorrhous)
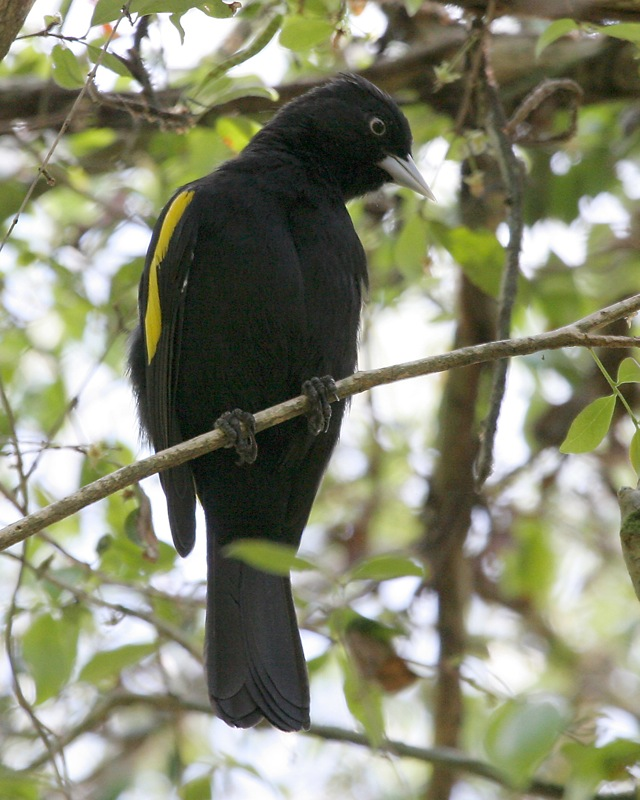
Cassique à épaulettes (Cacicus chrysopterus)
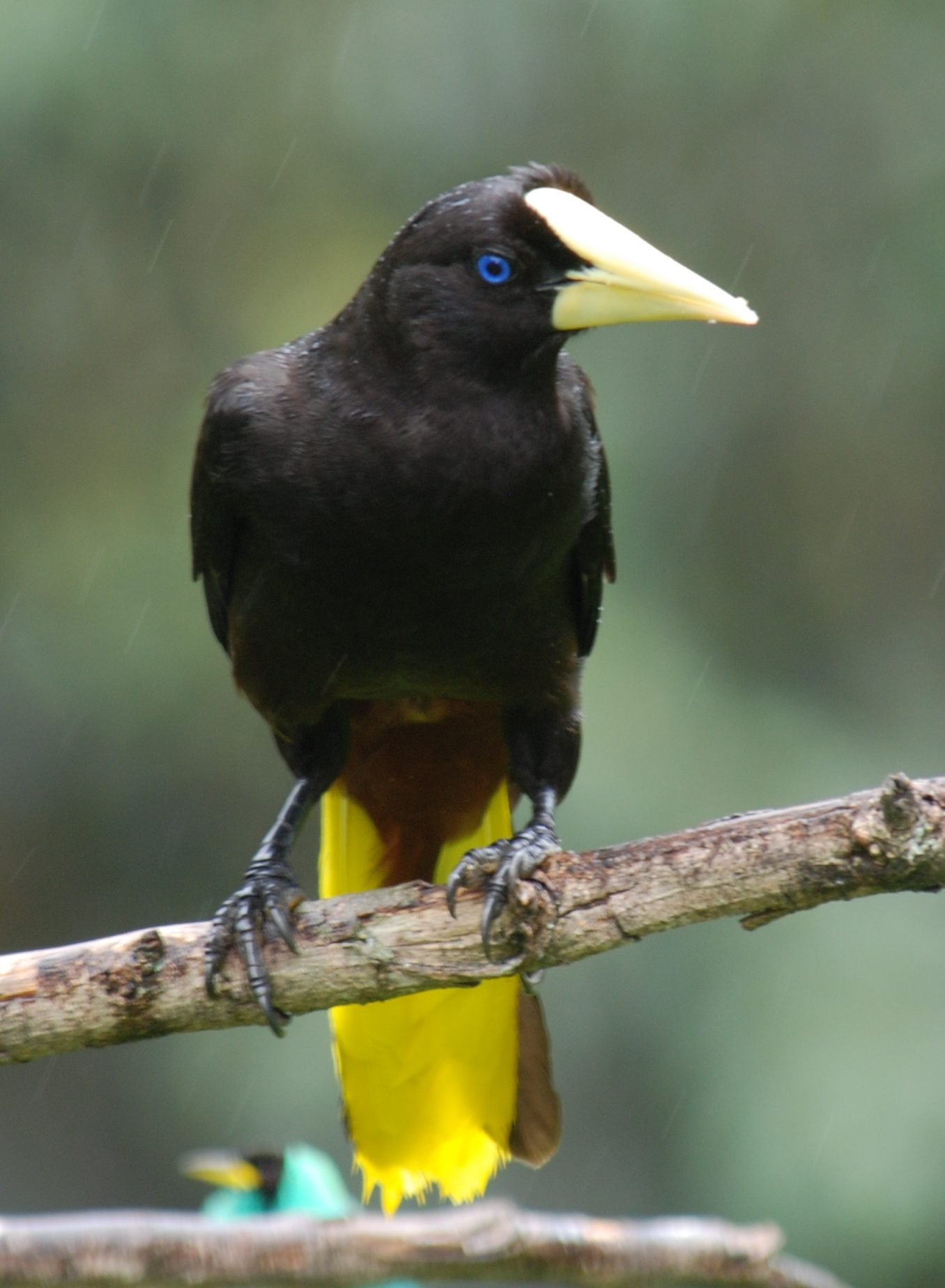
Cassique huppé (Psarocolius decumanus)
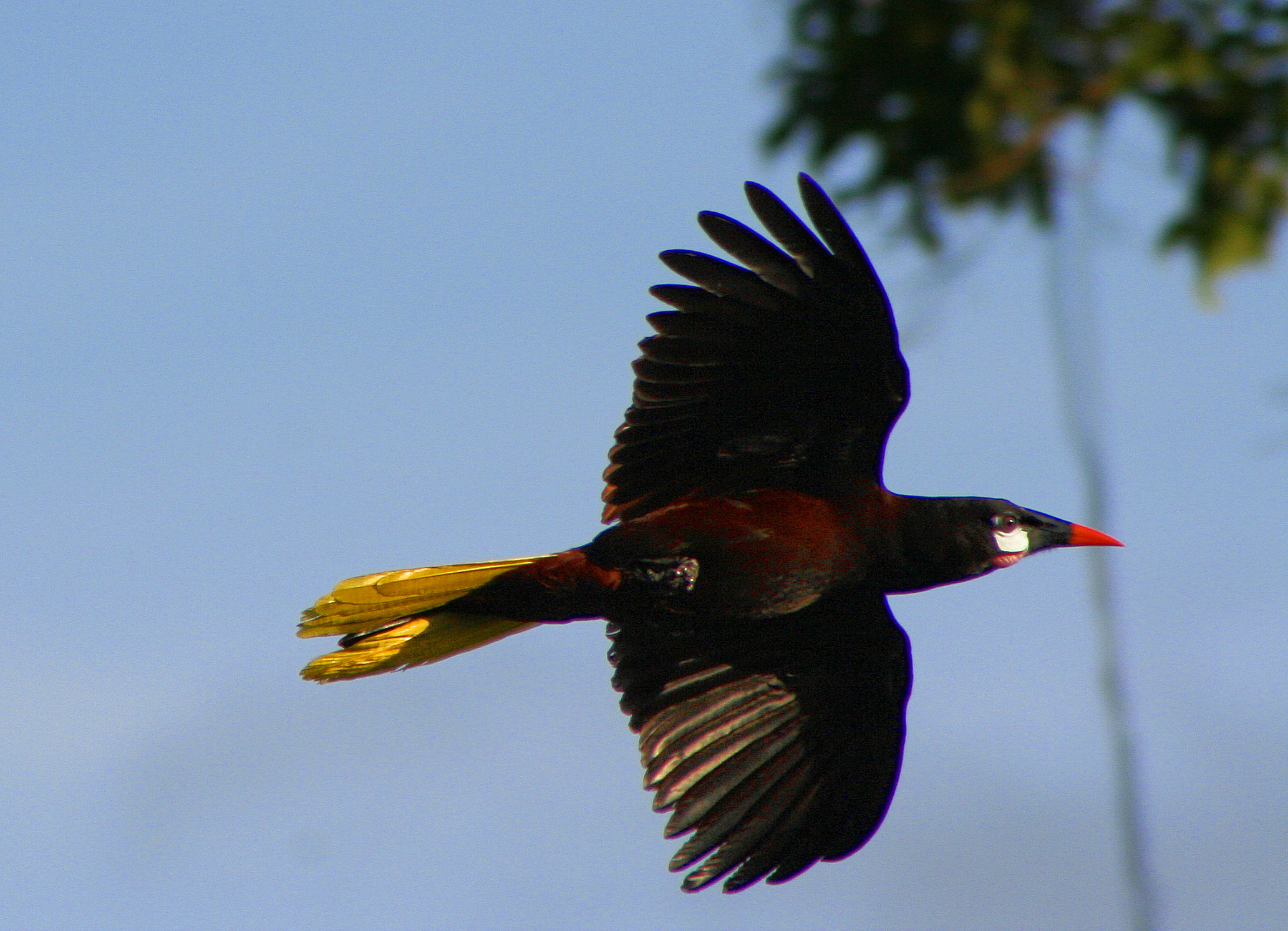
Cassique de Montezuma (Gymnostinops montezuma)
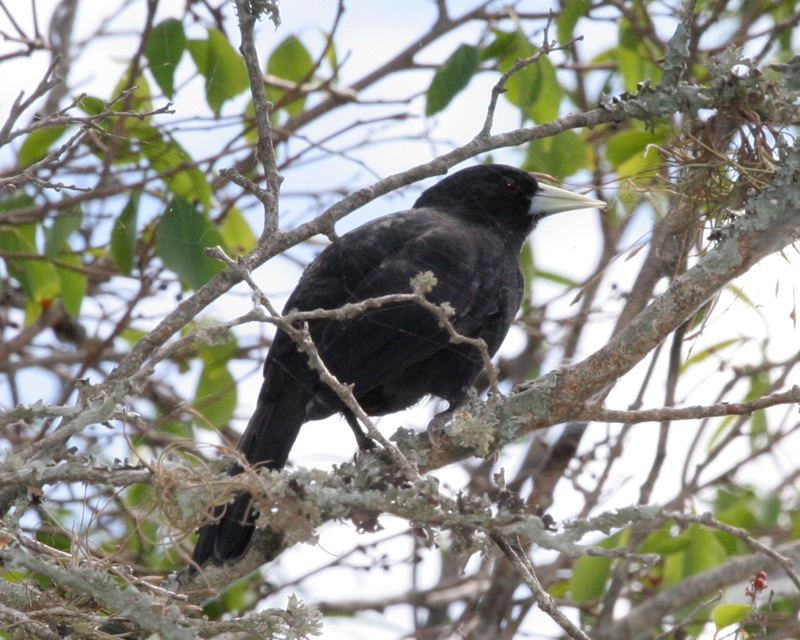
Cassique solitaire (Cacicus solitarius)
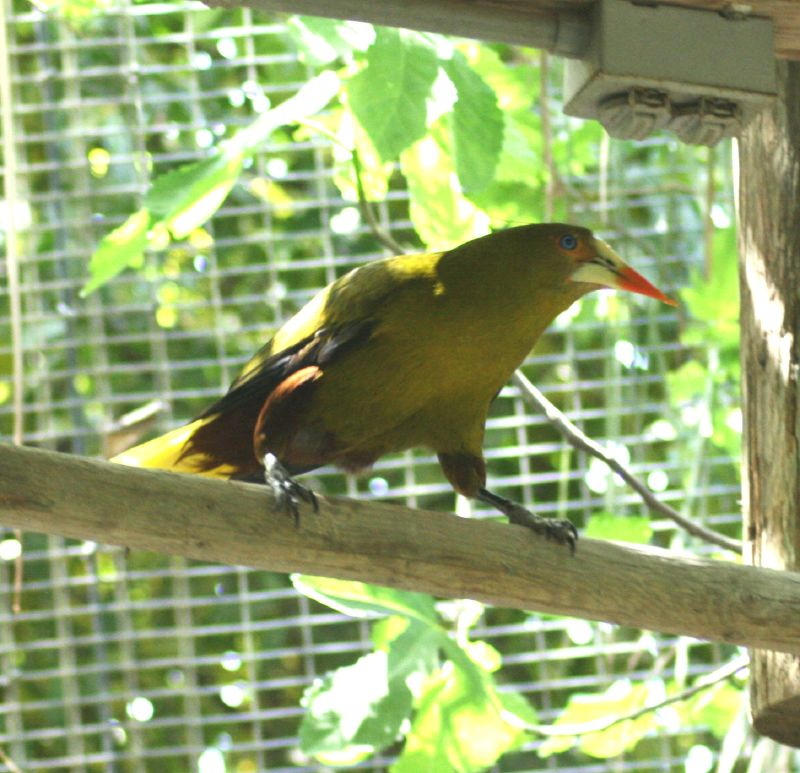
Cassique vert (Psarocolius viridis)